# Diplom
Le terme Diplom (du grec Δίπλωµα ou diploma) désigne un diplôme universitaire scientifique allemand et autrichien de deuxième cycle, comparable au master européen ou nord-américain et qui sanctionne les trois à cinq premières années universitaires. Il a été remplacé par le Bachelor (Licence) et le Master au cours du  processus de Bologne. Toutefois, l'Allemagne ayant choisi de laisser une certaine liberté aux universités quant à la date du passage au système de Bologne, le Diplom est toujours délivré dans certaines universités. 
Ce diplôme peut se passer dans une Fachhochschule. Il prend alors le nom de Diplom (FH) et dure de trois à quatre ans. Il peut également se passer dans une Universität (université). Il prend dans ce cas le nom de Diplom ou Diplom (univ.) et dure environ cinq ans. Ces cinq années se nomment Regelstudienzeit, terme que l'on pourrait traduire par "durée usuelle des études". Toutefois le Diplom (univ.) n'est pas structuré en années, mais en cours à valider afin de pouvoir s'inscrire aux examens intermédiaires et finaux. Du fait, en pratique la durée moyenne d'étude est nettement supérieure à la "durée usuelle". Elle varie généralement autour des 6 ans, avec des différences entre les matières. Elle a également fortement évolué au cours des décennies.
Le Diplom est souvent le premier diplôme que décrochent les étudiants après leurs études secondaires (Gymnasium) car en général, il n'existe pas de diplôme sanctionnant la fin du premier cycle universitaire. Durant ce premier cycle, les étudiants reçoivent en deux ans une formation de base (Vordiplom) mais aucun diplôme n'est remis. L'obtention du Diplom requiert tout d'abord la réussite aux examens de la période d'études principale (Hauptstudium) qui suit le Vordiplom mais un projet de recherche doit également être fait et doit mener à la rédaction d'un mémoire appelé Diplomarbeit. Ce diplôme est aujourd'hui un prérequis pour la poursuite d'études doctorales et la rédaction d'une thèse de doctorat (Doktorarbeit).